# Мемо
Мемо је српски филм снимљен 2004. године који је режирао Милош Јовановић.

## Улоге
| Глумац                 | Улога |
| ---------------------- | ----- |
| Јована Балашевић       |       |
| Бранимир Брстина       |       |
| Радоје Чупић           |       |
| Гордана Ђурђевић-Димић |       |
| Јасна Ђуричић          |       |
| Александар Гајин       |       |